# Mstislav Doboezjinski

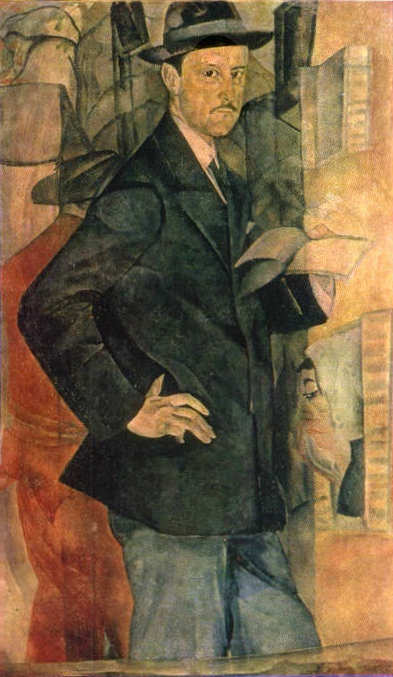
Doboezjinski, door Boris Grigorjev

Mstislav Valerianovitsj Doboezjinski (Russisch: Мстислав Валерианович Добужинский) (Veliki Novgorod, 14 augustus 1875 - New York, 20 november 1957) was een Russisch kunstschilder. Hij was lid van de kunstenaarsvereniging Mir Iskoesstva.

## Leven
Doboezjinski was de zoon van een militair officier en zou in zijn jeugd vanwege het beroep van zijn vader vaak verhuizen. Van 1885 tot 1887 kreeg hij een tekenopleiding in Sint-Petersburg en van 1899 tot 1901 studeerde hij in München bij Anton Aschbe en bij Simon Hollósy in Frauenbach. In 1902 keerde hij terug naar Rusland en werd hij lid van de kunstenaarsvereniging Mir Iskoesstva, waarvoor hij meermaals exposeerde. Voor het blad van Mir Iskoesstva schreef hij ook vaak kunstkritieken. Hij doceerde aan meerdere Russische kunstopleidingen en werd in 1922 professor aan de Russische Kunstacademie in Sint-Petersburg. Tijdens de Eerste Wereldoorlog tekende en schilderde hij aan het front.
In 1924 verliet Doboezjinski op advies van zijn vriend Jurgis Baltrušaitis de Sovjet-Unie en nam de Litouwse nationaliteit aan. Vanaf die tijd werkte hij vooral als vormgever voor de theaters in Riga en Kaunas, en tussen 1926 en 1929 ook in Parijs, Brussel en Amsterdam. Daarnaast bleef hij in Litouwen steeds les geven.
In 1935 emigreerde Doboezjinski met een theatergroep uit Kanas naar Engeland en in 1939 trok hij naar de Verenigde Staten. Daar overleed hij in 1957 te New York, 82 jaar oud. Kort na zijn overlijden verschenen zijn memoires.

## Werk
Het vroege werk van Doboezjinski heeft kenmerken van de jugendstil en werd sterk beïnvloed door de schilders Alexandre Benois en Konstantin Somov. Later oriënteerde hij zich meer op het symbolisme. Als thema koos hij vaak de grote stad, met zijn industrie, moderniteit, levendigheid maar tegelijkertijd ook eenzaamheid.
Doboezjinski maakte gedurende zijn hele leven ook veel theaterdecors, aanvankelijk voor Konstantin Stanislavski en de Ballets Russes van Sergej Diaghilev, later voor theaters in Litouwen en het westen. Als kunstschilder nam zijn productiviteit vanaf de jaren twintig wat af en richtte hij zich steeds vaker op historische werken (bijvoorbeeld Peter der Große in Holland). Daarnaast illustreerde hij veel boeken, onder andere Fjodor Dostojevski's Witte nachten, Aleksandr Poesjkin's Jevgeni Onegin en sprookjes van Hans Christian Andersen.
Zijn werk is onder andere te zien in de Tretjakovgalerij te Moskou en het Russisch Museum te Sint-Petersburg.

## Galerij

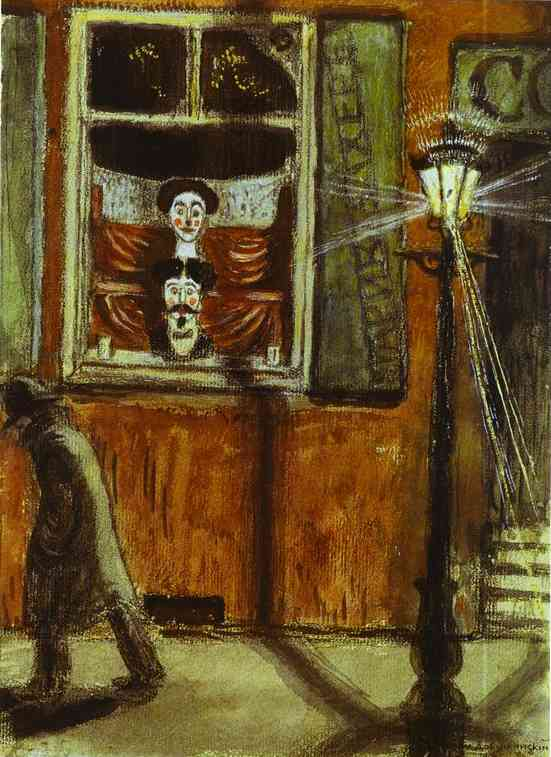
Kappersetalage
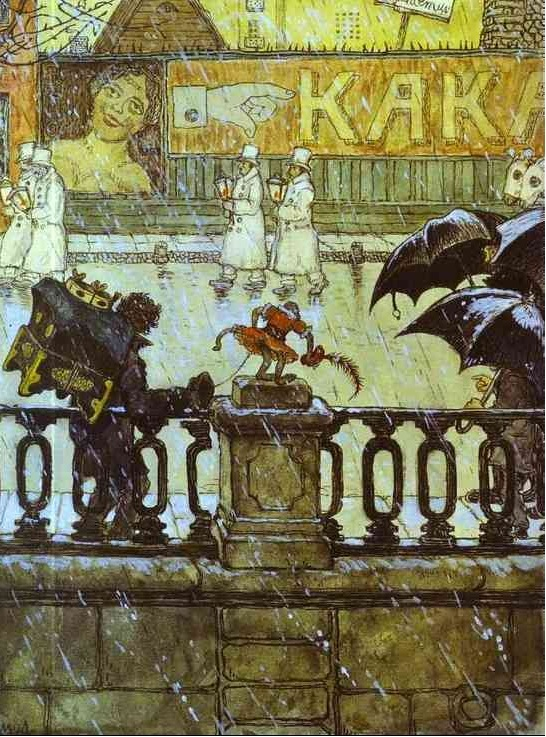
Stadstypes
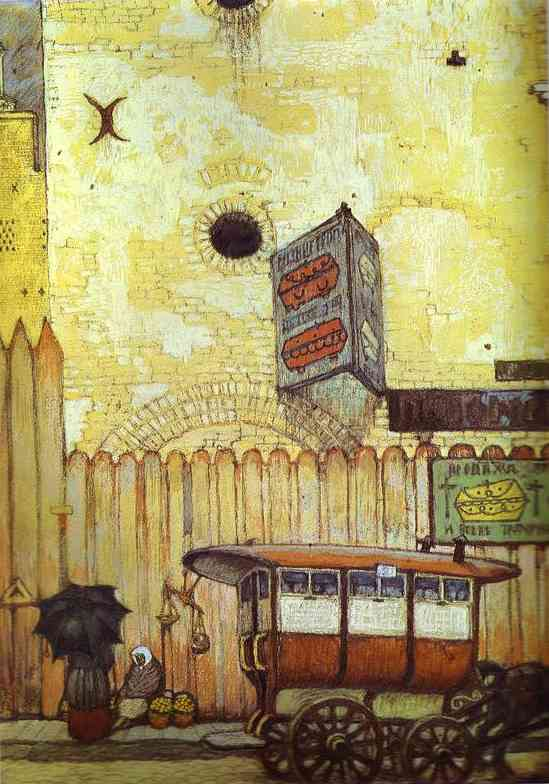
Omnibus in Vilno
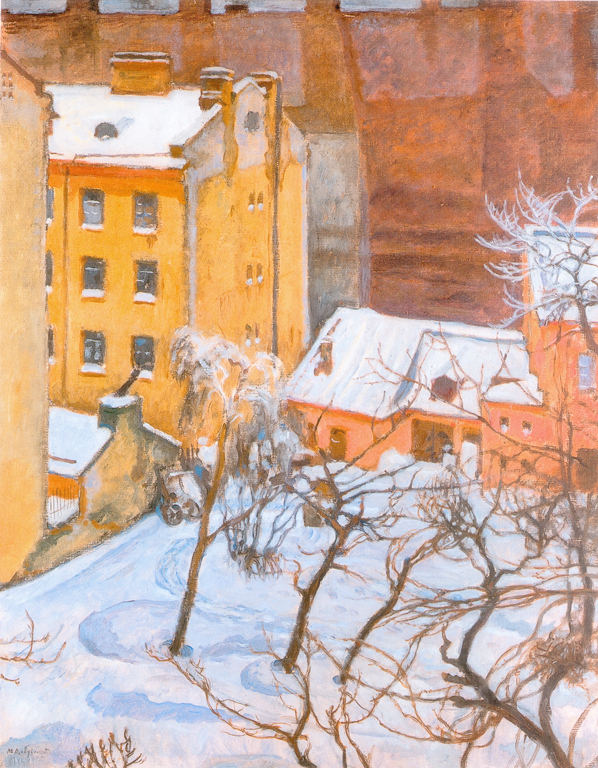
Sint-Petersburg in de sneeuw
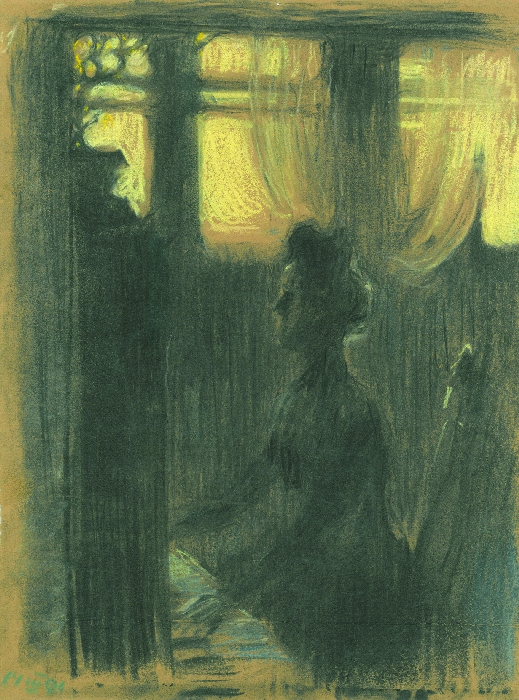
Sumerki
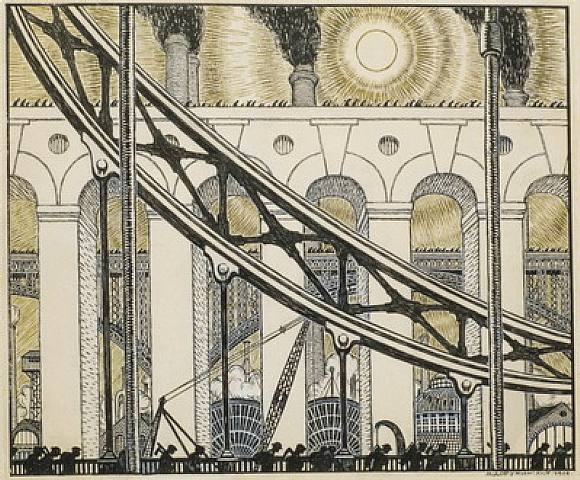
Project voor de almanac Chipovnick
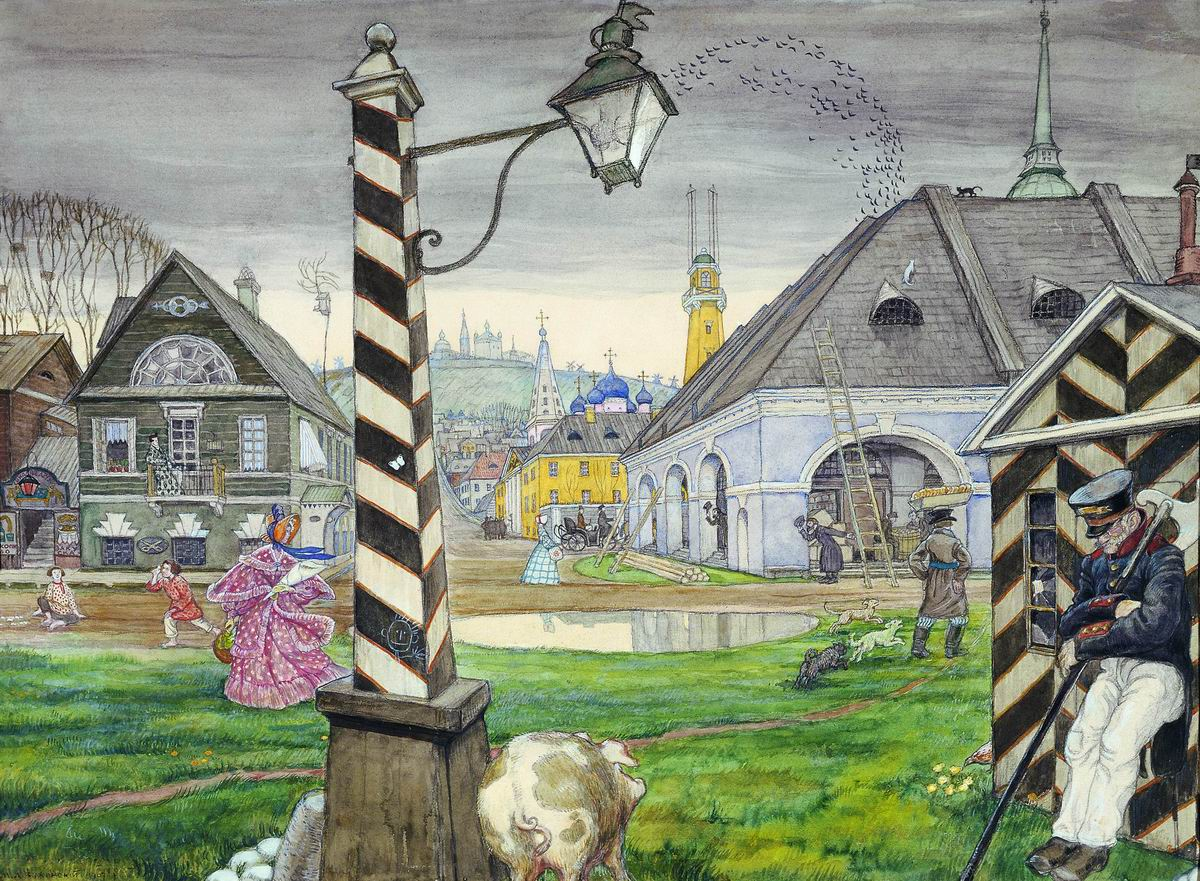
Stad in de tijd van Nikolaas I
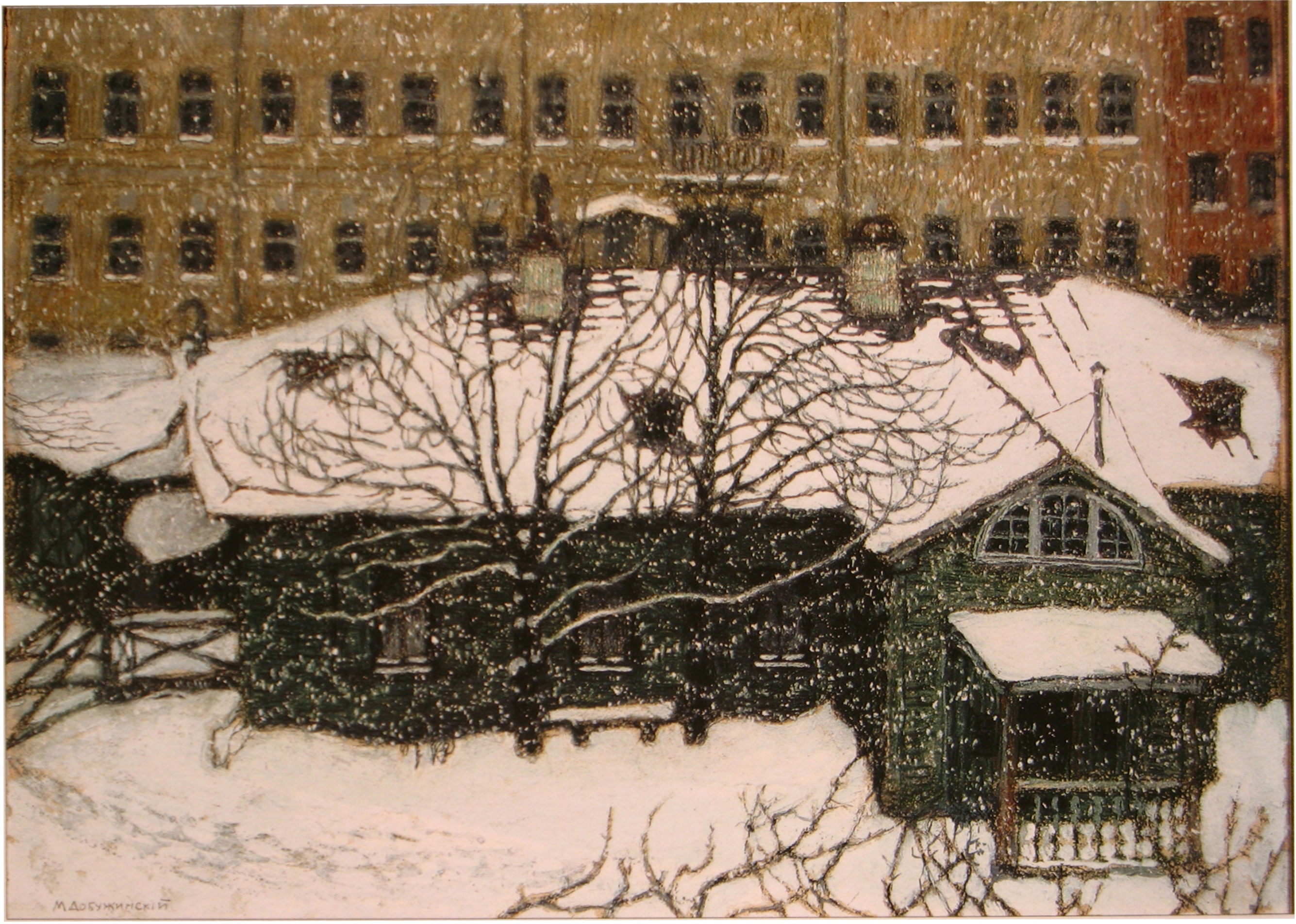
Een klein huis in Sint-Petersburg
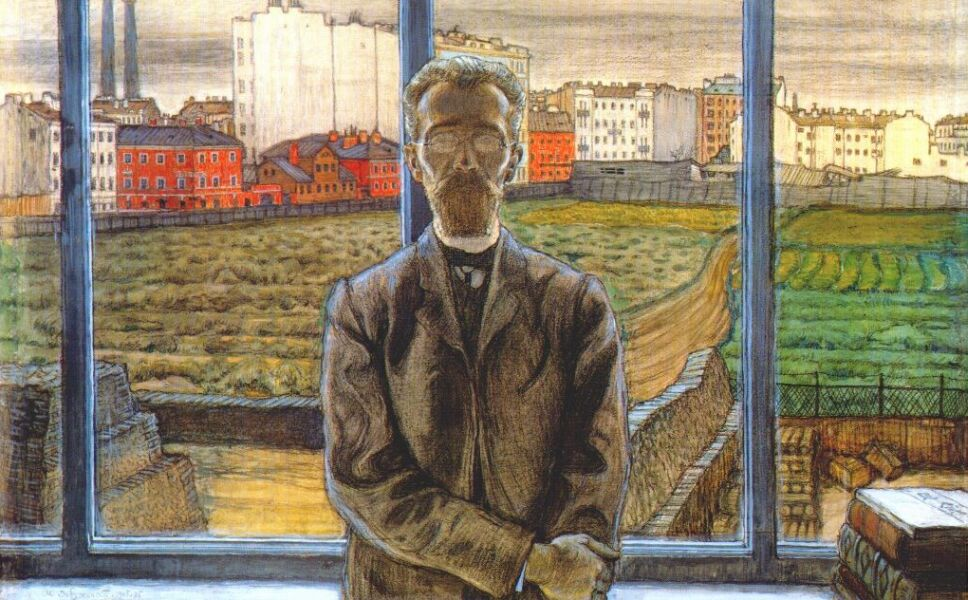
Man met bril, portret van Kark Sunnerberg
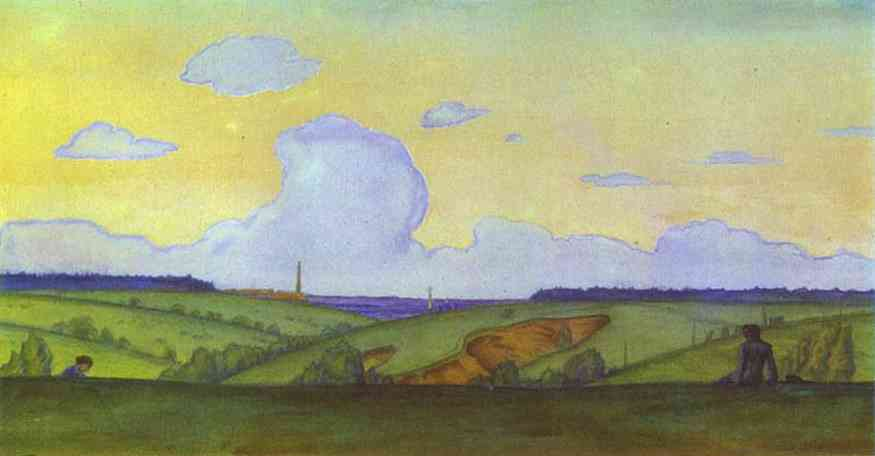
Avondlandschap